# Scuola di Salamanca

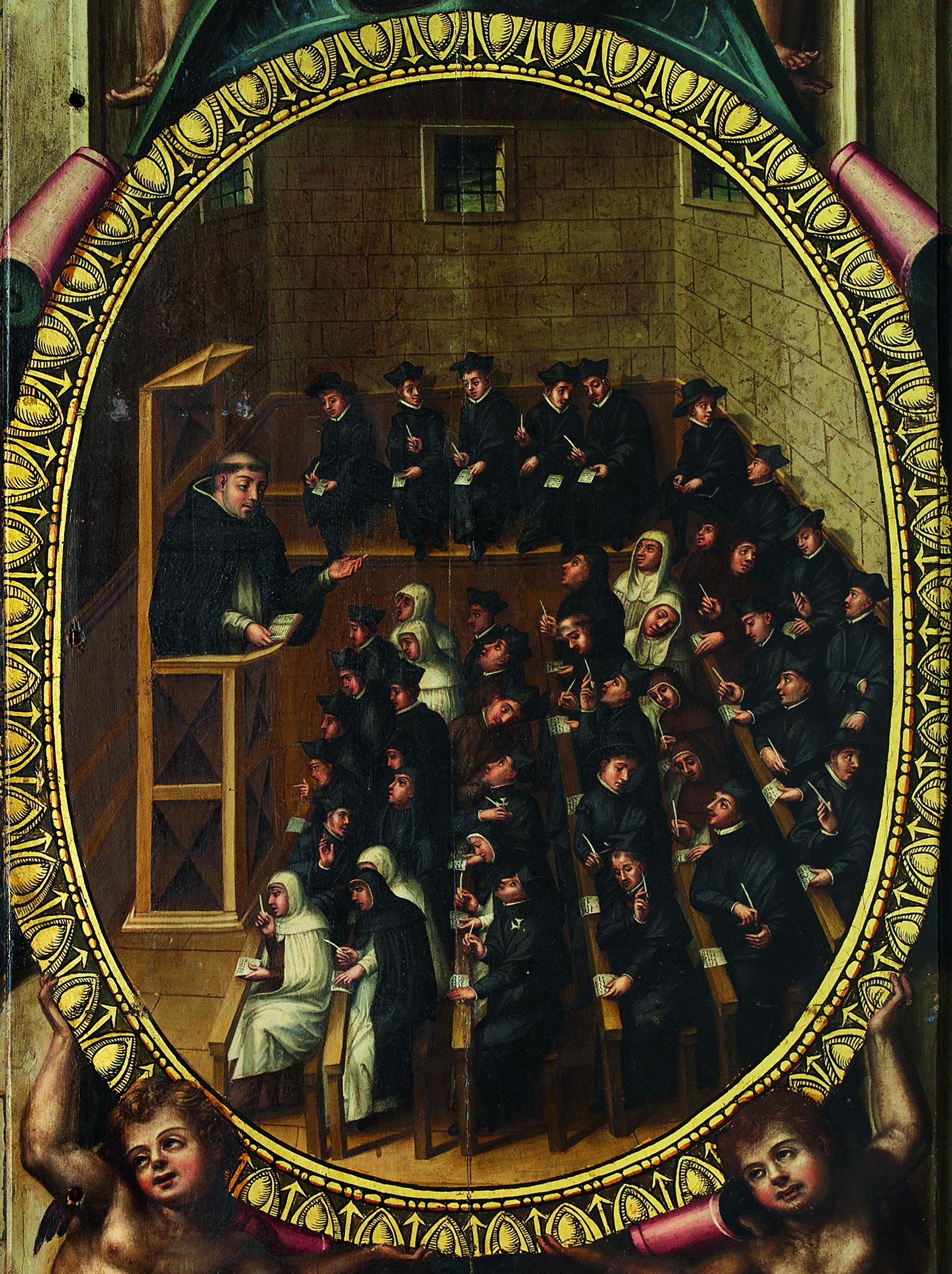
Alunni in un'aula dell'Università di Salamanca, sec. XVI

Il termine scuola di Salamanca è usato genericamente per indicare la scolastica spagnola che rappresenta l'ultima fioritura di teologi che si appoggiano al metodo scolastico. Questi grandi teologi - docenti universitari spagnoli e portoghesi - insieme con il ritorno alle fonti - la Sacra Scrittura e la Sacra Tradizione - [...] realizzarono l’apertura alla nuova cultura che stava nascendo in Europa e ai problemi umani (religiosi, etici e politici) che erano sorti con la scoperta di nuovi mondi in Occidente e in Oriente. L’inviolabile dignità di ogni persona, la prospettiva universale del diritto internazionale (“ius gentium”) e la dimensione etica come normativa delle nuove strutture socio-economiche, entrarono pienamente nel lavoro della teologia e da essa ricevettero la luce della rivelazione cristiana.
Padre di tale scuola è considerato Francisco de Vitoria (c. 1483-1546) che portò avanti un importante lavoro intellettuale e pedagogico prima alla Sorbona e poi, dal 1522 al 1546, presso l'Università di Salamanca. Non vi è dubbio che l'influenza di questa scuola si sia sentita anche in altre nazioni, grazie al fatto che molti dei suoi componenti hanno insegnato in università fuori della Spagna.
Essa si posiziona nel più ampio contesto del Siglo de Oro spagnolo, durante il quale non solo si verificò un'esplosione delle arti, anche a Salamanca, dove fiorì la scuola letteraria salmantina, ma anche delle scienze, come è particolarmente evidente in questa Scuola.
Il riconoscimento del contributo di questa Scuola è arrivato molto tardi sia a livello nazionale, a causa dei successivi sviluppi politici che hanno reso in Spagna poco incoraggiante seguire il percorso segnato dai professori di Salamanca, sia a livello internazionale, dove le nazioni protestanti – che rappresentano il contributo maggioritario alla scienza dal XVIII secolo – non erano a loro agio nel riconoscere la modernità di alcuni teologi che avrebbero condotto al Concilio di Trento. Tuttavia, a poco a poco, il loro lavoro sta emergendo dall'oblio e, ad esempio, negli anni '50 del XX secolo, Joseph Schumpeter (1883-1950) ha riconosciuto il contributo dei salamantini all'origine della moderna scienza economica.
Per l’ampiezza degli argomenti trattati è possibile distinguere due diverse correnti di pensiero successive che compongono in generale la scolastica spagnola: quella dei Salamanticensi (appunto legati propriamente all'Università di Salamanca) e quella dei Conimbricensi (legati all'Università di Coimbra). La prima iniziò con Francisco de Vitoria e raggiunse l’apogeo con Domingo de Soto (1494-1560). I Conimbricensi erano Gesuiti che, a partire dalla fine del XVI secolo si sostituirono ai Domenicani nella guida intellettuale del mondo cattolico. Tra questi Gesuiti spiccano Luis de Molina (1535-1600), Francisco Suárez (1548-1617) e Giovanni Botero (1544–1617) che avrebbe poi proseguito gli insegnamenti in Italia.

## Contesto storico
A partire dall'inizio del XVI secolo il pensiero tradizionale sull'uomo e sul suo rapporto con Dio e con il mondo viene minacciato dalla comparsa dell’umanesimo, dalla Riforma protestante e dalle nuove scoperte geografiche. L'avvento dell'Età Moderna impone un importante cambiamento di visione sul ruolo dell’uomo all’interno della società. La Scuola di Salamanca ha affrontato questi problemi da nuovi punti di vista.
Francisco de Vitoria, Domingo de Soto, Luis de Alcalá (1490?-1549), Martín de Azpilcueta, Tomás de Mercado, Gómez Pereira,  e Francisco Suárez, teologi e giuristi di spicco di questa scuola, hanno lavorato per riconciliare la dottrina tomista con il nuovo ordine sociale ed economico. I temi affrontati hanno riguardato principalmente l'uomo e i suoi problemi pratici (morali, economici, giuridici...), anche se non hanno fatto emergere un'unica dottrina accettata da tutti, come dimostrano disaccordi o aspre polemiche, a prova però di una luminosa vitalità intellettuale.
I diritti naturali dell’uomo furono posti al centro dell’attenzione, compresi i diritti “materiali” (diritto alla vita, diritti economici come la proprietà privata) al fianco di diritti spirituali (libertà di pensiero e diritto alla dignità umana). La Scuola di Salamanca riformulò il concetto di legge naturale: legge che ha origine nella natura stessa e che è condivisa e coinvolge tutte le cose che esistono nell’ordine naturale. La conclusione fu che, data la comune natura di tutti gli uomini, essi condividono anche gli stessi diritti alla vita e alla libertà.

## Teologia
Durante il Rinascimento la teologia era in declino di fronte all'umanesimo fiorente, e la scolastica trasformata in una metodologia vuota e ripetitiva. L'Università di Salamanca ha rappresentato, a partire da Francisco de Vitoria, un ritorno di fiamma della teologia soprattutto in termini di rinascita del tomismo influenzando la vita culturale in generale e le altre università europee. Il contributo fondamentale della Scuola di Salamanca alla teologia è stato l'affrontare i problemi della società, che erano stati ignorati in precedenza, oltre lo studio di questioni inedite. Per questo a volte veniva usato il termine “teologia positiva” per sottolineare la sua natura pratica e distinguerla dalla la teologia scolastica.

### Morale
In un'epoca in cui la religione (cattolicesimo, protestantesimo, islam...) permeava tutto, la moralità degli atti era lo studio più pratico e utile che potesse essere affrontato per servire la società. Per questo i contributi originali in diritto e in economia della Scuola di Salamanca non erano in origine altro che l'analisi concreta delle sfide e dei problemi morali causati alla società dalle nuove condizioni.

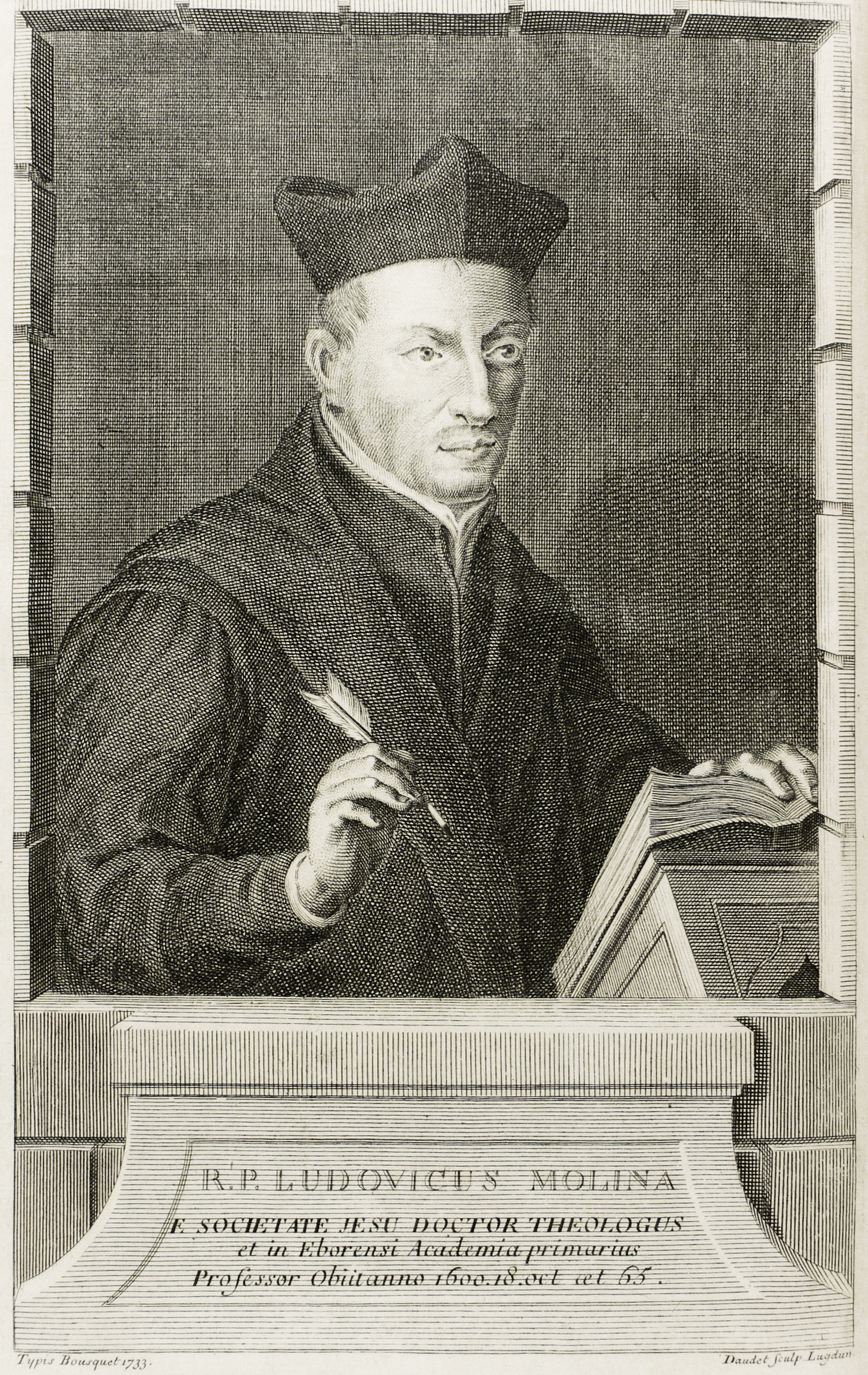
Luis de Molina

Nel corso degli anni sono state fornite molte risposte a specifici dilemmi morali. D'altronde visto che la casistica non sarebbe mai potuta essere completa, furono definite anche regole o principi più generale. Ha cominciato quindi a svilupparsi il probabilismo, secondo il quale, in caso di dubbi interpretativi della legge, il criterio finale di giudizio può non essere la verità incerta, ma la libertà di coscienza. Sviluppato principalmente da Bartolomé de Medina (1527-1581) e continuato da Gabriel Vázquez (1549 o 1551-1604) e Francisco Suárez, il probabilismo ha continuato a rappresentare la più importante scuola di morale dei secoli successivi.
Uno dei temi di discussione di questi scolastici è stato il rapporto tra la fede e il peccato. Così come il male può essere perseguito dai fedeli, è possibile che anche chi non conosce il Dio cristiano faccia del bene. Ovvero la verità morale può essere riconosciuta anche senza la fede in Cristo. Queste riflessioni hanno avuto un ruolo importante nelle relazioni dei contemporanei con i pagani del Nuovo Mondo.

### LaControversiade Auxiliis
Proprio in seno alla Scuola di Salamanca, mentre è in corso la Controriforma, esplode la cosiddetta controversia De Auxiliis che oppone domenicani e gesuiti sul tema della predestinazione ovvero sul rapporto tra libero arbitrio e Grazia.
La polemica esplode nel 1588, all'apparire il libro del gesuita Luis de Molina Concordia liberi arbitrii cum gratiae donis, frutto di trenta anni di lavoro nel quale sottolinea la libertà collaborante dell'uomo con Dio che ne prevede le scelte. L'opera viene denunciata di pelagianesimo all'Inquisizione dal domenicano Domingo Báñez (1528-1604) che vi ravvisa la perniciosità di alcuni principi teologici sostenendo egli invece la predeterminazione fisica del libero arbitrio. Il Molina, a sua volta, non solo denuncia le opere del domenicano accusandolo di calvinismo, ma anche quelle del suo alleato, Francisco Zumel dell'Ordine della Mercede. Il tribunale inquisitoriale incarica allora le Università di Alcalá e di Sigüenza di esaminare le opere denunciate. Frattanto, però, la disputa divampa a tal punto da raggiungere il popolo: persino dai pulpiti, gesuiti e domenicani non cessano di attaccarsi reciprocamente. Nel 1594, data la rilevanza della polemica, interviene il pontefice, Clemente VIII. Proibisce ad entrambi gli Ordini la pubblica discussione delle tesi, la cui disamina affida alla Sede Apostolica. Nel 1599, alla presenza del cardinal Madrucci, vengono convocati i rappresentanti dei due Ordini, accompagnati dai rispettivi generali. Dopo un anno di incontri e discussioni, però, non si riesce a pervenire ad una soluzione. Nel 1602, a Roma, si aprono le "Congregazioni papali", istituite appositamente per risolvere la Controversia. Poco dopo muore Clemente VIII. Gli succede Paolo V che riduce la questione al problema della "Predeterminazione fisica". Il 18 agosto 1607 comunica ai cardinali del Santo Uffizio la sentenza: libertà per ogni Ordine di difendere e sostenere le proprie tesi e divieto assoluto di giudicare eretiche quelle avversarie.

## Diritto e giustizia
La dottrina giuridica della Scuola di Salamanca pone al centro dell'attenzione la rivendicazione della libertà individuali e la difesa dei diritti naturali dell'uomo: diritto alla vita, alla proprietà come alla libertà di pensiero e alla dignità.

### Diritto naturale e diritti umani
La Scuola di Salamanca ha riformulato il concetto di legge naturale. Esso deriva dalla natura stessa, e tutto ciò che esiste secondo l'ordine naturale partecipa di questo diritto. La conclusione ovvia è che, dal momento che tutti gli uomini partecipano della stessa natura, condividono anche gli stessi diritti di uguaglianza o di libertà. Poiché l'uomo non vive isolato, ma nella società, la legge naturale non è limitata al singolo. Così, ad esempio, per Gabriel Vázquez (1549-1604) perseguire la giustizia è un dovere dettato dalla legge naturale.
Così, in contrasto con l'opinione dominante in Spagna e in Europa che vedeva gli indiani d'America come infantili o incapaci, fu una grande novità il riconoscimento dei loro diritti, compreso il diritto alla proprietà delle loro terre e alla libertà religiosa (rifiuto della conversione forzata).

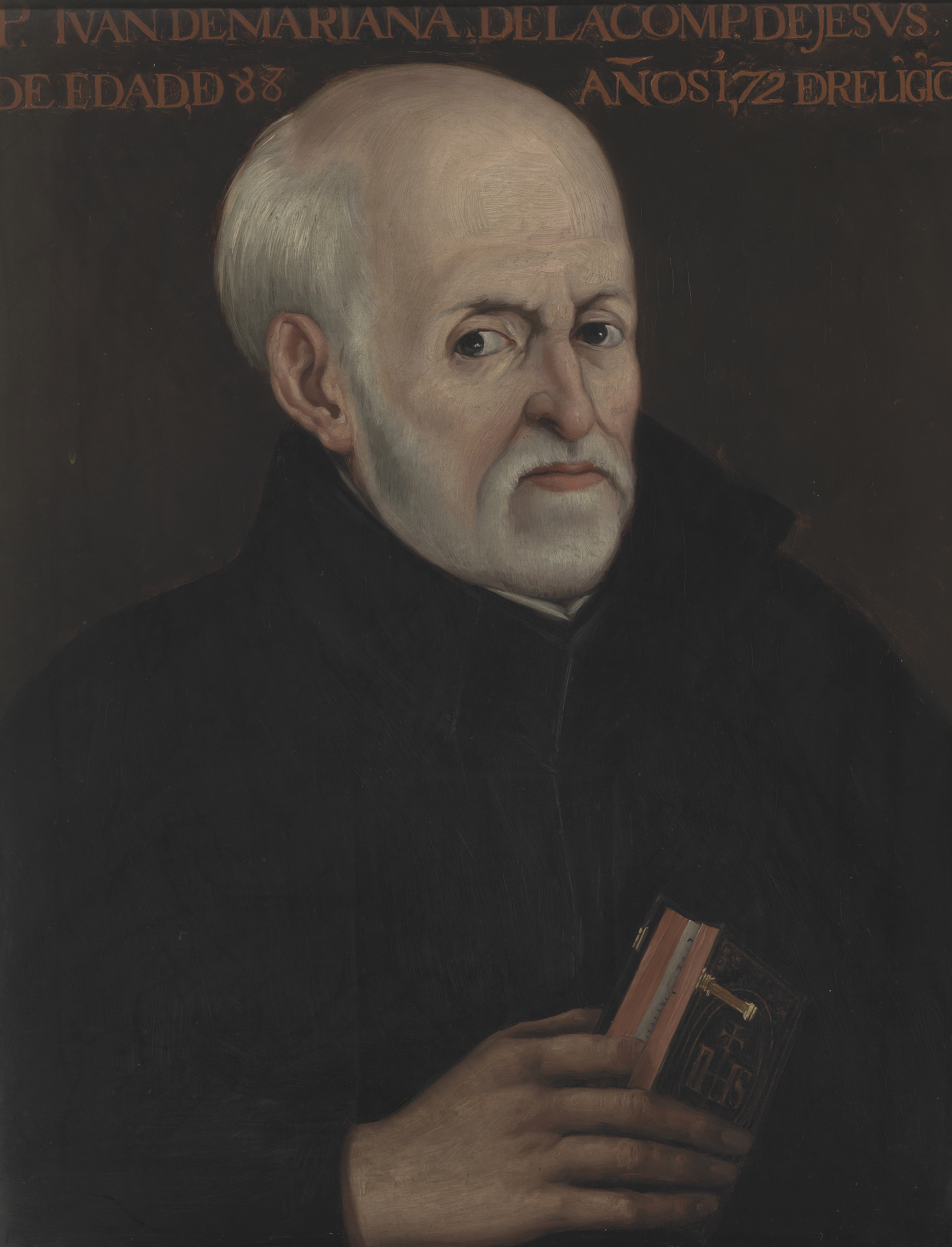
Juan de Mariana

### Sovranità
La Scuola di Salamanca distingue due poteri, quello naturale o civile e quello soprannaturale. Una diretta conseguenza della separazione dei poteri è che il re o l'imperatore non hanno alcuna giurisdizione sulle anime, né il Papa ha potere temporale. Hanno anche suggerito che il potere del sovrano ha dei limiti. Così, secondo Luis de Molina una nazione è simile a una società mercantile di cui i governanti sono gli amministratori, ma dove il potere risiede nell'insieme degli cittadini considerati singolarmente, mentre l'idea precedente era che il potere della società sull'individuo fosse superiore a quello dell'individuo su se stesso, perché il potere del governante era considerato un'emanazione del potere divino, cosa che i Salmantini respingono.
Così, per esempio, la Corona inglese ha mantenuto la teoria del potere reale per disegno divino (il re è l'unico legittimo destinatario dell'emanazione del potere di Dio), in modo che i sudditi, per non contravvenire a tale disegno, non possano fare altro che obbedire ai suoi ordini. Di fronte a questo, vari membri della Scuola hanno sostenuto che il popolo è il reale destinatario della sovranità, il quale la trasmette al principe regnante attraverso varie modalità. Il punto culminante di questo discorso si ha forse con Francisco Suárez, il cui lavoro Defensio Fidei Adversus Catholicae Anglicanae sectae errori (1613) è stato in quel periodo la migliore difesa della sovranità del popolo. Gli uomini nascono liberi per natura e non servi di un altro uomo, e possono disobbedire e addirittura deporre un governante ingiusto. Un altro scolastico spagnolo, il gesuita Juan de Mariana arriva persino a giustificare il tirannicidio.
Per Suárez il potere politico della società è di origine contrattuale perché la comunità è formata dal consenso di volontà libere. La conseguenza di questa teoria del contratto è che la forma naturale del governo è la democrazia, mentre l'oligarchia o la monarchia nascono come istituzioni secondarie, giuste solo se scelte dal popolo.

### Diritto dei popoli e diritto internazionale
Francisco de Vitoria è stato forse il primo a sviluppare una teoria riguardo allo ius gentium ( "diritto dei popoli"), che senza dubbio può essere descritta come moderna. Sviluppò l'idea di un potere sovrano legittimo sulla società a livello internazionale, concludendo che tuttavia dovrebbe essere regolato da norme eque e rispettose dei diritti di tutti. Il bene comune del mondo è di categoria superiore al bene di ogni stato. Questo significava che le relazioni tra gli Stati devono passare da essere giustificate dalla forza ad essere giustificate dalla legge e dalla giustizia. Alcuni storici contestano la versione tradizionale sulle origini del diritto internazionale, che è fatto risalire al De jure belli ac pacis di Ugo Grozio, e propongono il Vittoria e successivamente, il Suarez come precursori e potenzialmente fondatori della materia. Altri, come Koskenniemi, hanno sostenuto che nessuno di questi umanisti e pensatori scolastici ha fondato il diritto internazionale in senso moderno ponendone invece le origini nel periodo successivo al 1870.
Lo ius gentium può inoltre essere su due livelli. Francisco Suárez, che già lavorava con categorie ben definite, distingueva tra ius inter gentes e ius intra gentes. Mentre lo ius inter gentes, che corrisponderebbe con il moderno diritto internazionale, era comune alla maggior parte dei paesi (essendo un diritto positivo, non naturale, non può essere obbligatorio per tutti i popoli), lo ius intra gentes o diritto civile è specifico di ogni nazione.

### Giustificazione delle guerre
Dal momento che la guerra è uno dei peggiori mali che l'uomo possa soffrire, membri della Scuola hanno motivato che non può essere utilizzata in qualsiasi condizione, ma solo per evitare mali maggiori. È sempre preferibile un accordo equo, anche per la parte forte, prima di iniziare una guerra. Esempi di guerra giusta sono:
- Per difesa personale, a patto di avere possibilità di successo. Se l'esito negativo è scontato la guerra sarebbe un inutile spargimento di sangue.
- Guerra preventiva contro un tiranno che sta per attaccare.
- Guerra punitiva contro un nemico colpevole.

Ma la guerra non è solo lecita o illecita per la causa scatenante. Devono anche essere soddisfatti una serie di requisiti aggiuntivi:
- È necessario che la risposta sia proporzionale al male, se fosse usata più violenza di quanto strettamente necessario sarebbe una guerra ingiusta.
- Il sovrano è colui che deve dichiarare guerra, ma la sua decisione non è una ragione sufficiente per avviarla. Se la popolazione si oppone è illecita. Naturalmente, se il sovrano volesse intraprendere una guerra ingiusta, è preferibile deporlo e sottoporlo a giudizio.
- Una volta che la guerra è iniziata, non è giustificata qualsiasi azione, come attaccare o uccidere ostaggi innocenti. Ci sono dei limiti morali da rispettare.
- È obbligatorio provare tutte le possibilità di dialogo e i negoziati prima di intraprendere una guerra: la guerra è consentita solo come ultima risorsa.

Sono quindi ingiuste le guerre espansionistiche, i saccheggi, per convertire gli infedeli o i pagani, per la gloria, etc.

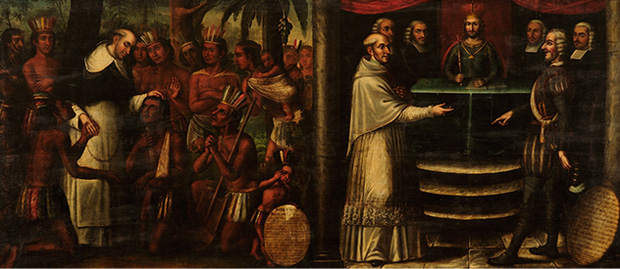
Bartolomè de las Casas

### Conquista dell'America
In questa epoca di avvio del colonialismo dell'era moderna, la Spagna è stata l'unica nazione europea nella quale un folto gruppo di intellettuali ha sollevato il problema della legittimità di una conquista invece di cercare di giustificarla con motivi tradizionali. Si tratta della controversia dei Giusti Titoli (Justos Tìtulos), di cui uno degli episodi è stata la disputa di Valladolid (1550-1551), famoso dibattito tra Juan Ginés de Sepúlveda e Bartolomé de Las Casas, che ha anche coinvolto numerosi discepoli di de Vitoria, già morto: Domingo de Soto e Melchor Cano (entrambi dell 'Università di Salamanca) e Bartolomé Carranza (da Valladolid), tutti domenicani (come Sepúlveda e Las Casas).
Francisco de Vitoria aveva iniziato la sua analisi della conquista rifiutando i titoli illegittimi. Egli fu il primo che osò negare che i titoli di Alessandro VI (conosciuti collettivamente come la Bolla di donazione, includenti la bolla Inter Caetera e poi il trattato di Tordesillas) fossero titoli giuridici validi per le terre scoperte. Non erano accettabili il primato universale dell'imperatore, l'autorità del Papa (che manca di potere temporale), né una sottomissione o conversione obbligatoria degli Indios. Non potevano essere considerati peccaminosi o poco intelligenti, ma erano liberi per natura e legittimi proprietari della loro terra. Quando gli spagnoli arrivarono in America non avevano alcun titolo legittimo per occupare quelle terre che avevano già un proprietario.
Vitoria d'altronde analizzò se ci fossero motivi per giustificare una sorta di dominio sulle terre scoperte. Trovò fino a otto motivi che legittimassero il dominio. Il primo, forse il fondamentale, è legato alla comunione tra gli uomini, che formano insieme una società universale. Il peregrinandi ius et degendi è il diritto di ogni essere umano di viaggiare e commerciare in ogni angolo della terra, Indipendentemente da chi è il sovrano o dalla religione di ogni territorio. Di conseguenza, se gli indiani non hanno permesso il libero transito, gli aggrediti avrebbero il diritto di difendersi, e di mantenere i territori ottenuti con quella guerra.
Il secondo motivo si riferisce a un altro diritto la cui ostruzione era ulteriore causa di guerra giusta. Gli indiani potrebbero rifiutare volontariamente la conversione, ma non potrebbero ostacolare il diritto degli spagnoli alla predicazione, nel qual caso la situazione sarebbe analoga al primo motivo. Tuttavia Vitoria osserva che anche se questa è una causa di guerra giusta non è necessariamente auspicabile che questo accada per le morti che potrebbero causare.
Gli ulteriori motivi, di molta minore importanza, sono:
- Per la violenza dei sovrani pagani che forzano i convertiti a tornare all'idolatria;
- Se ci fossero un numero sufficiente di convertiti potrebbero richiedere al Papa la nomina di un sovrano cristiano;
- Per la tirannia o violenza verso gli innocenti (sacrifici umani);
- Per gli attacchi verso alleati e amici, come il popolo di Tlaxcala, alleato degli spagnoli, sottomesso, con molti altri popoli, dagli Aztechi;
- L'ultimo motivo di legittimità, anche se qualificato dal Vitoria come dubbio, è la mancanza di leggi eque, magistrati, tecniche di coltivazione, ecc. In ogni caso, sarebbe sempre da affrontare con carità cristiana e per l'utilità degli indiani.

Questi razionali di legittimità e illegittimità non furono sufficienti al re Carlo I, perché significavano che la Spagna non avesse alcun diritto speciale, così cercò, senza successo, che i teologi cercassero di esprimere le sue opinioni su questi temi.

## Economia
Forse l'aspetto che maggiormente ha contribuito recentemente alla fama di questa scuola è rappresentato dalle sue ricerche sull'economia. Il riconoscimento finale come economisti ai membri della Scuola di Salamanca è stato dato da Joseph Schumpeter nella sua Storia dell'analisi economica (1954), anche se molti storici economici già avevano riconosciuto il loro contributo prima di lui. Schumpeter ha studiato dottrina scolastica in generale e spagnola in particolare e ha elogiato l'alto livello di scienza economica nella Spagna del XVI secolo. Secondo Schumpeter, questa scuola merita il titolo di fondatore della scienza economica. La Scuola di Salamanca non ha sviluppato una dottrina economica completa, ma ha anticipato diverse teorie economiche con l'obiettivo di affrontare i nuovi problemi sorti in quel periodo. Purtroppo, non ci fu continuità dalla fine del XVII secolo, e molti dei loro contributi rimasero latenti prima di essere riproposti decenni più tardi.
Gli studi in particolare di Marjorie Grice-Hutchinson, Raymond de Roover e Alejandro Chafuen hanno comunque riportato alla luce le influenze dirette e indirette di questi autori sullo sviluppo del pensiero economico successivo attraverso un attento esame delle fonti e delle citazioni presenti negli studi dei primi economisti classici e della scuola austriaca. Uno degli attuali maggiori esponenti viventi della Scuola austriaca di economia, Jesús Huerta de Soto, ha provocatoriamente sostenuto che sarebbe opportuno cambiare il nome della Scuola di pensiero cui appartiene in Scuola Spagnola proprio perché quasi tutti gli elementi propri di questa corrente di pensiero erano stati già sviluppati dai teologi di Salamanca: teoria soggettiva del valore, teoria bancaria, teoria della moneta, ecc.

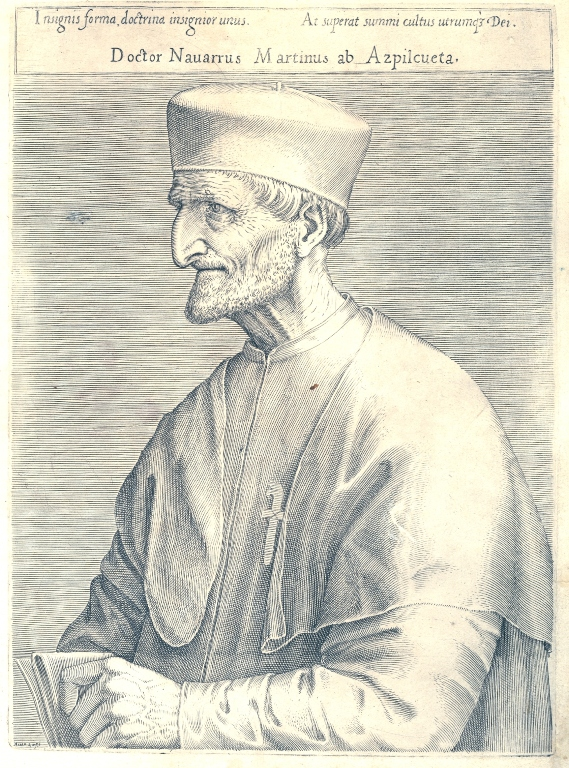
Martín de Azpilcueta (1492-1586).

### Antecedenti
Nel 1517 Francisco de Vitoria, che si trovava alla Sorbona, fu consultato dai mercanti spagnoli di base ad Anversa sulla legittimità morale del commercio per aumentare la ricchezza personale. Si trattava di una domanda sulla legittimità dello spirito imprenditoriale. Da allora e durante gli anni successivi, Vittoria e altri teologi hanno prestato attenzione alle questioni economiche cercarono di approcciarle con nuovi principi basati sulla legge naturale.
L'ordine naturale si basa sulla libera circolazione di persone, merci e idee, in modo che gli uomini possano conoscersi e aumentare i loro sentimenti di fratellanza. Questo significava che i commercianti non solo non erano moralmente riprovevoli, ma effettuavano un servizio importante per il benessere generale.

### Proprietà privata
I membri della Scuola di Salamanca hanno sostenuto che la proprietà privata ha l'effetto benefico di stimolare l'attività economica, e quindi il benessere generale. Diego de Covarrubias y Leiva insegnava che i proprietari avevano sui propri beni non solo i diritti di proprietà, ma anche, il che rappresenta una caratteristica moderna, diritto esclusivo sui benefici che sarebbero potuti derivare da essi, anche nel caso in cui potessero beneficiare la comunità. Tuttavia precisò che in tempi di grande bisogno tutte le cose sono da considerare comuni.
Luis de Molina ha considerato un istituto con effetti pratici positivi dal momento che, per esempio, i beni sono meglio curati da un proprietario che quando sono di proprietà comune.

### Denaro, valore e giusto prezzo
I teorici più completi e metodici di una teoria del valore sono stati Martín de Azpilcueta, Luis de Alcalá (1490-1549) e Luis de Molina. Interessato dall'effetto prodotto sul mercato dai metalli preziosi provenienti dall'America, Martin de Azpilcueta ha rilevato che nei paesi in cui erano scarsi, i prezzi dei beni erano inferiori a quelli dei paesi con abbondanza di questi metalli: il metallo prezioso visto come una moneta merce, ha tanto meno valore quanto più è abbondante (il fenomeno dell'inflazione). Ha quindi sviluppato nella sua opera Manual de confesores y penitentes (1556) e nelle appendici Comentario resolutorio de usuras e Comentario resolutorio de cambios una teoria del valore-scarsità che ha precorso la teoria quantitativa della moneta.
Luis de Alcala, Diego de Covarrubias e Luis de Molina svilupparono una teoria soggettiva del valore e il giusto prezzo è quello che, dal momento che l'utilità di un bene varia da persona a persona, si viene a creare per reciproco accordo nel libero scambio (senza monopolio, inganno o intervento del governo). Per dirla in termini moderni, i membri della scuola difesero il libero mercato, in cui il prezzo giusto è dato dall'incontro tra domanda e dall'offerta. Anticipano in questo inoltre i contributi di Carl Menger in opposizione alla teoria oggettiva del valore sviluppata da Adam Smith e dalla Scuola Classica di Economia.
Sulla teoria bancaria non tutti gli scolastici raggiungono le stesse conclusioni, d'altronde alcuni di essi riconobbero l'importanza che le banche mantenessero il 100% di riserva monetaria rispetto ai depositi ricevuti: in particolare Saravia de la Calle, Martin de Azpilcueta e Tomas de Mercado. Alcuni ragionamenti che li portarono a tali conclusioni riguardo agli effetti negativi delle espansioni creditizie artificiali dovute alla banca a riserva frazionaria possono assomigliare ad un primo abbozzo della Teoria Austriaca del Ciclo Economico sviluppata da Von Mises e Hayek quattro secoli dopo.

### Interesse e usura
L'usura (come veniva chiamato a quei tempi qualsiasi prestito con interessi) era sempre stata disapprovata dalla Chiesa. Il secondo Concilio Lateranense (1139) aveva condannato l'usura, ovvero quando il pagamento di un debito fosse maggiore del capitale preso in prestito; il Concilio di Vienne vietato esplicitamente l'usura e chiamato eretica qualsiasi legislazione che lo tollerasse; i primi scolastici condannavano l'applicazione di interesse.
Nell'economia medievale, i prestiti sono il risultato di una necessità (cattivi raccolti, incendio del granaio) e, in queste condizioni, non poteva fare a meno di essere moralmente riprovevole l'interesse caricato su di esso. Nel Rinascimento la maggiore mobilità delle persone portò ad un aumento del commercio e all'emergere di condizioni adeguate perché gli imprenditori iniziassero nuove attività profittevoli. Dal momento che il prestito non era più per il proprio consumo, ma per la produzione, non poteva essere considerato allo stesso modo.
La Scuola di Salamanca ha trovato quindi diversi motivi per giustificare l'applicazione di un interesse. In primo luogo, quando il prestito è per un imprenditore, egli raggiunge un profitto grazie ai soldi ottenuti in prestito che deve condividere con il prestatore. Da un altro punto di vista l'interesse potrebbe essere visto come un premio per il rischio che il creditore corre di perdere i propri soldi qualora il debitore ne facesse cattivo uso o incorresse in incidenti come il naufragio di una nave mercantile (periculum sortis). Veniva posta anche la questione del costo opportunità, perché il mutuatario perde la capacità di utilizzare il denaro su altre attività lucrative (lucrum cessant e damnum emergens).
Martin de Azpilcueta sviluppa anche la teoria della preferenza temporale che in germe era già stata intuita e accennata da San Tommaso d'Aquino. A parità di condizioni è preferibile ricevere un importo ora che in futuro. Pertanto una quantità di denaro futura, per essere parimenti attraente che adesso deve essere maggiore. In questo caso il pagamento di interessi serve per allineare il valore di un bene al passare del tempo.

## Altre scienze
Alcuni studiosi di questa scuola coltivarono anche le scienze naturali: Domingo de Soto studiò la caduta libera dei corpi; Jerónimo Muñoz, l'astronomo che studiò la supernova del 1572, era un sostenitore del sistema copernicano, e Galileo sembra abbia preso da lui alcuni dei suoi metodi di calcolo; il matematico portoghese Pedro Nunes (Pietro Nonio) fu professore a Salamanca tra il 1538 e il 1544.

## Elenco parziale degli scolastici spagnoli
- Francisco de Vitoria O.P. (c. 1483-1546)
- Luis de Alcalá (1490?-1549)
- Martín de Azpilcueta (1491-1586)
- Domingo de Soto O.P. (1494-1560)
- Tomás de Mercado (1525-1575)
- Bartolomé de Medina (1527-1581)
- Domingo Báñez (1528-1604)
- Luis de Molina (1535-1600)
- Juan de Mariana S.J. (1536-1624)
- Giovanni Botero (1544–1617)
- Francisco Suárez (1548-1617)
- Gabriel Vázquez (1549 o 1551-1604)
- Francisco Zumel
- Juan de Lugo S.J. (1583-1660)
- Pedro Fernandez de Navarrete
- Luis Saravia de la Calle
- Cristobal de Villalon
- Miguel Salon
- Pedro de Navarra
- Juan de Medina (1490-1547)
- Leonardo Lessio (1554-1623)
- Pedro de Ledesma
- Felipe de La Cruz
- Francisco García O.P. (1525 – 1583)
- Antonio de Escobar Mendoza
- Josè Mario Juan Cravero
- Diego de Covarrubias y Leiva (1512-1577)
- Pedro de Aragon
- Bartolomé de Albornoz (c. 1519 – 1573)

### Opere sui contributi in ambito economico
- Alejandro A. Chafuen, Cristiani per la libertà : radici cattoliche dell'economia di mercato, Macerata, Liberilibri, 1999,  p. 211, ISBN 88-85140-38-6.
- Bernard W. Dempsey, Interest and usury, Londra, D. Dobson, 1948,  p. 233.
- Raymond De Roover, La pensee economique des scolastiques: doctrines et methodes, Paris, Librairie J. Vrin, 1970,  p. 105.
- Raymond De Roover, Joseph A. Schumpeter and scholastic economics, 1957.
- Raymond De Roover, The scholastics, usury, and foreign exchange, Boston, The business history review, vol. 41, n. 3, 1967.
- Raymond De Roover, The scholastic attitude toward trade and entrepreneurship, Richmond, Explorations in entrepreneuriala history. 2. Series, vol. 1., n. 1, 1963.
- Marjorie Grice-Hutchinson, Early economic thought in Spain, 1177-1740, London, Allen & Unwin, 1978,  p. 219, ISBN 9780865978010.
- Marjorie Grice-Hutchinson, The school of Salamanca: readings in Spanish monetary theory: 1544-1605, Oxford, Clarendon Press, 1952,  p. 134.
- Marjorie Grice-Hutchinson, Economic thought in Spain : selected essays of Marjorie Grice-Hutchinson, 1993,  p. 178, ISBN 1852788682.
- Joseph Alois Schumpeter, Storia dell'analisi economica, Torino, Boringhieri, 1990.